# Andreas Peter Hovgaard
Andreas Peter Hovgaard, född 1 november 1853 i Århus , död 16 mars 1910 i Köpenhamn , var en dansk sjöofficer och upptäcktsresande. Hovgaard deltog i  Vegaexpeditionen 1878–1880 som meteorolog.
Andreas Peter Hovgaard var son till överläraren Ole Anton Hovgaard (1821–1891) och Louise Charlotte Munch (1823–1872) och växte upp i Århus. Han mönstrade på i Danmarks flotta, och avancerade 1876 till löjtnant. År 1878 värvades han av Adolf Erik Nordenskiöld till Vegaexpeditionen som meteorolog och ansvararig för meteorologiska och magnetiska observationer. Under resan förde han dagboksanteckningar och gjorde teckningar för tidningen "Illustreret Tidende".
Efter hemkomsten publicerade han en artikel om övervintringen vid Pitlekaj i det "Danska geografiska sällskapet"s tidskrift, och 1881 gav Forlagsbureauet i Köbenhavn ut hans bok om resan, Nordenskiölds Reise omkring Asien og Europa - Populairt fremstillet efter mine Dagböger.
Hovgaard ville fortsätta utforska polarhaven och gjorde planer både för en dansk arktisexpedition, en forskningsresa om vattenströmmarna kring Frans Josefs land och en sökexpedition efter George Washington DeLongs forskningsexpedition med fartyget Jeanette . Inget av dessa projekt blev dock av.
Slutligen fick han med statliga subventioner och privata finansiärer möjligheten till en ny expedition, och 1882 lämnade han Danmark på fartyget "Dijmphna" med kurs mot Karahavet för att söka efter öar norr om Sibiriens kust. Expeditionen blev dramatisk, då fartyget först skadades och senare även fastnade i packisen. När fartyget kom loss året därpå, var förråden nästan tömda och Hovgaard tvingades vända tillbaka mot Danmark. Expeditionen betraktades ändå som en framgång när han 1883 anlände med en stor samling  iktyologiska och botaniska fynd och omfattande hydrografiska mätningar. År 1884 publicerade han sin rapport över resan Dijmphna, Expeditionen 1882-83. Rapporter til Dijmphna’s Rheder Herr Grosserer Fabrikeier Augustin Gamél fra A- P- H-.,
År 1888 befordrades Hovgaard till kapten och senare även till kommendör. Under sina sista år var han kung Fredrik VIII av Danmarks jaktledare.
Ögruppen Hovgaard Islands i Nunavut  och ön Hovgaard Island utanför Antarktiska halvön  är döpta efter Hovgaard.

## Utmärkelser
- Riddare av Dannebrogorden,  1880[2]
- Förtjänstmedaljen i guld,  1883[2]
- Dannebrogsmännens hederstecken,  1904[2]
- Kommendör av Dannebrogorden,  1907[2]
- Vegamedaljen

[Redigera Wikidata]